# Safia phaeochroa
Safia phaeochroa là một loài bướm đêm trong họ Noctuidae.